# Sky Network Television
Sky Network Television est une entreprise néo-zélandaise faisant partie de l'indice NZSX50, indice principale de la bourse de Nouvelle-Zélande, le New Zealand Exchange. Fondée en 1987, elle gère un service de télévision à péage.

## Historique
En mars 2013, News Corporation annonce la vente de la totalité de sa participation de 44 % dans Sky Network pour 815 millions de dollars néo-zélandais soit l'équivalent de 514 millions d'euros.
Le 7 mai 2015, Disney Media Networks et Sky signent un contrat pluri-annuel de distribution de vidéo à la demande pour la chaîne payante néo-zélandaise.
En mai 2016, Sky Network annonce l'acquisition des activités de Vodafone en Nouvelle-Zélande pour 2,4 milliards de dollars soit 3,4 milliards de dollars néo-zélandais, dont une partie en échange d'action. Ainsi à la suite de l'opération Vodafone possédera 51 % du capital du nouvel ensemble. Ce nouvel ensemble sera ainsi présent en tant qu'opérateur mobile, internet, mais aussi en tant que fournisseur de contenu multimédia.